# Annona xylopiifolia
Annona xylopiifolia este o specie de plante angiosperme din genul Annona, familia Annonaceae, descrisă de A. St.-hil. și Louis René Tulasne. Conform Catalogue of Life specia Annona xylopiifolia nu are subspecii cunoscute.